# براد كوشران
براد كوشران (بالإنجليزية: Brad Cochran)‏ هو لاعب كرة قدم أمريكية أمريكي، ولد في 17 يونيو 1963 في رويال أوك في الولايات المتحدة.